# Михно, Николай Михайлович
Михно Николай Михайлович (16 декабря 1907, Павлоград — 16 декабря 1975, Одесса) — командир 46-й гвардейской танковой бригады 9-го гвардейского механизированного корпуса, 6-й гвардейской танковой армии, 3-го Украинского фронта, гвардии полковник.

## Биография
Родился 16 декабря 1907 года в городе Павлограде Днепропетровской области в семье служащего. Украинец. Член КПСС с 1932 года. Окончил десять классов средней школы. Работал в посёлке Самойловка Близнюковского района Харьковской области.
В 1931 году призван в ряды Красной Армии. Окончил два курса Военно-политической академии. В 1943 году окончил курсы усовершенствования командного состава при Военной академии бронетанковых и механизированных войск.
18 марта 1945 года при прорыве фашистской обороны западнее города Будапешта 46-я гвардейская танковая бригада под командованием гвардии подполковника Н. М. Михно, преодолев упорное сопротивление противника, вырвалась вперёд. Пройдя в танковом рейде около 300 километров по вражеским тылам, освободила более 20 населенных пунктов, пересекла границу с Австрией и вышла на подступы к городу Винер-Нейштадт.
За время рейда, продолжавшегося с 18 по 31 марта 1945 года, было уничтожено свыше 1500 фашистских солдат и офицеров, 81 танк, 26 орудий, более 300 автомашин, взято в плен до 2000 фашистов.
В другом бою Н. М. Михно, находясь в головном танке, ворвался в танковую колонну противника. Танкисты бригады, следуя примеру командира, в короткой, но жестокой схватке, уничтожили и захватили 76 вражеских танков и самоходных орудий.
Указом Президиума Верховного Совета СССР от 28 апреля 1945 года за умелое командование танковой бригадой и проявленные при этом личное мужество и героизм гвардии подполковнику Николаю Михайловичу Михно присвоено звание Героя Советского Союза с вручением ордена Ленина и медали «Золотая Звезда» (№ 6395).
После окончания Великой Отечественной войны продолжал службу в армии. С 1951 года полковник Н. М. Михно — в запасе. Жил в Одессе. Скончался 16 декабря 1975 года. Похоронен в Одессе на Таировском кладбище.
Награждён орденом Ленина, орденом Красного Знамени, орденом Александра Невского, орденом Отечественной войны 2-й степени, орденом Красной Звезды, медалями.

## Семья
От первого брака имел 2 дочерей — Евгению (1929 г.р.) и Зою (1931 г.р.). Также внуков Виталия и Николая. От второго брака  —  дочь Татьяну (1952 г.р.) и сына Михаила (1954 г.р.). Также внуков Алексея, Михаила, Юлию, Евгения, Николая.